# 2･0･1･2
Albums de Loudness
Eve to Dawn
(2011)
2･0･1･2 est le 25e album studio de Loudness sorti le 22 août 2012.

## Liste des titres
| No  | Titre                               | Durée |
| --- | ----------------------------------- | ----- |
| 1.  | The Stronger                        | 04:19 |
| 2.  | 2012 ～ End of the Age              | 04:59 |
| 3.  | Break New Ground                    | 05:07 |
| 4.  | Driving Force                       | 04:54 |
| 5.  | Behind The Scene                    | 05:31 |
| 6.  | Bang'Em Dead                        | 04:07 |
| 7.  | The Voice Of Metal                  | 04:12 |
| 8.  | Who The Hell Cares                  | 05:50 |
| 9.  | Spirit From The East (instrumental) | 02:17 |
| 10. | Memento Mori                        | 04:38 |
| 11. | Out Of The Space (instrumental)     | 01:51 |
| 12. | Deep-Six The Law (chanson bonus)    | 06:00 |

## Composition du groupe
- Minoru Niihara - chants
- Akira Takasaki - guitare
- Masayoshi Yamashita - basse
- Masayuki Suzuki - batterie